# Mint (宇野実彩子の曲)
「mint」（ミント）は、宇野実彩子のソロ名義としての3rdシングル。2019年5月15日に発売。

## 収録曲

### CD
1. mint [3:57]
「ASPLUSH」TVCMソング
2. 咲いた春と共にあなたへ贈る言葉 [3:28]
“JAL浪漫旅行2019”イメージソング
3. mint (Instrumental) [3:57]
4. 咲いた春と共にあなたへ贈る言葉 (Instrumental) [3:26]

### DVD
1. mint (Music Clip)
2. mint (Making Movie)